# Bromelia
Die Pflanzengattung Bromelia gehört zur Unterfamilie Bromelioideae innerhalb der Familie der Bromeliengewächse (Bromeliaceae). Die etwa 65 Arten sind in der Neotropis weitverbreitet. Der Gattungsname Bromelia ist Grundlage für den Namen der ganzen Familie der Bromeliengewächse (Bromeliaceae).

## Beschreibung

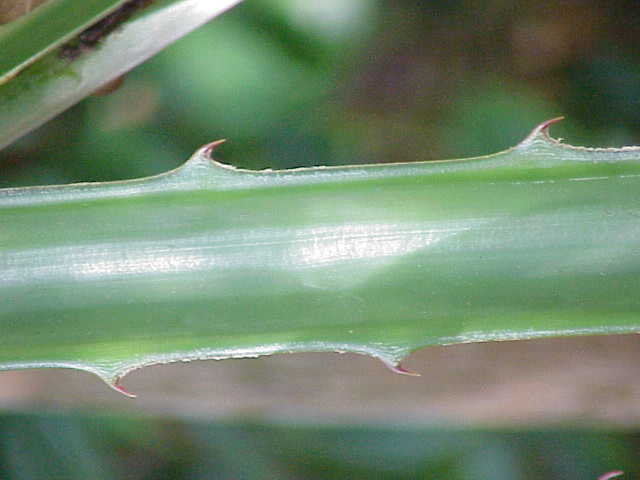
Bewehrtes Laubblatt von Bromelia karatas

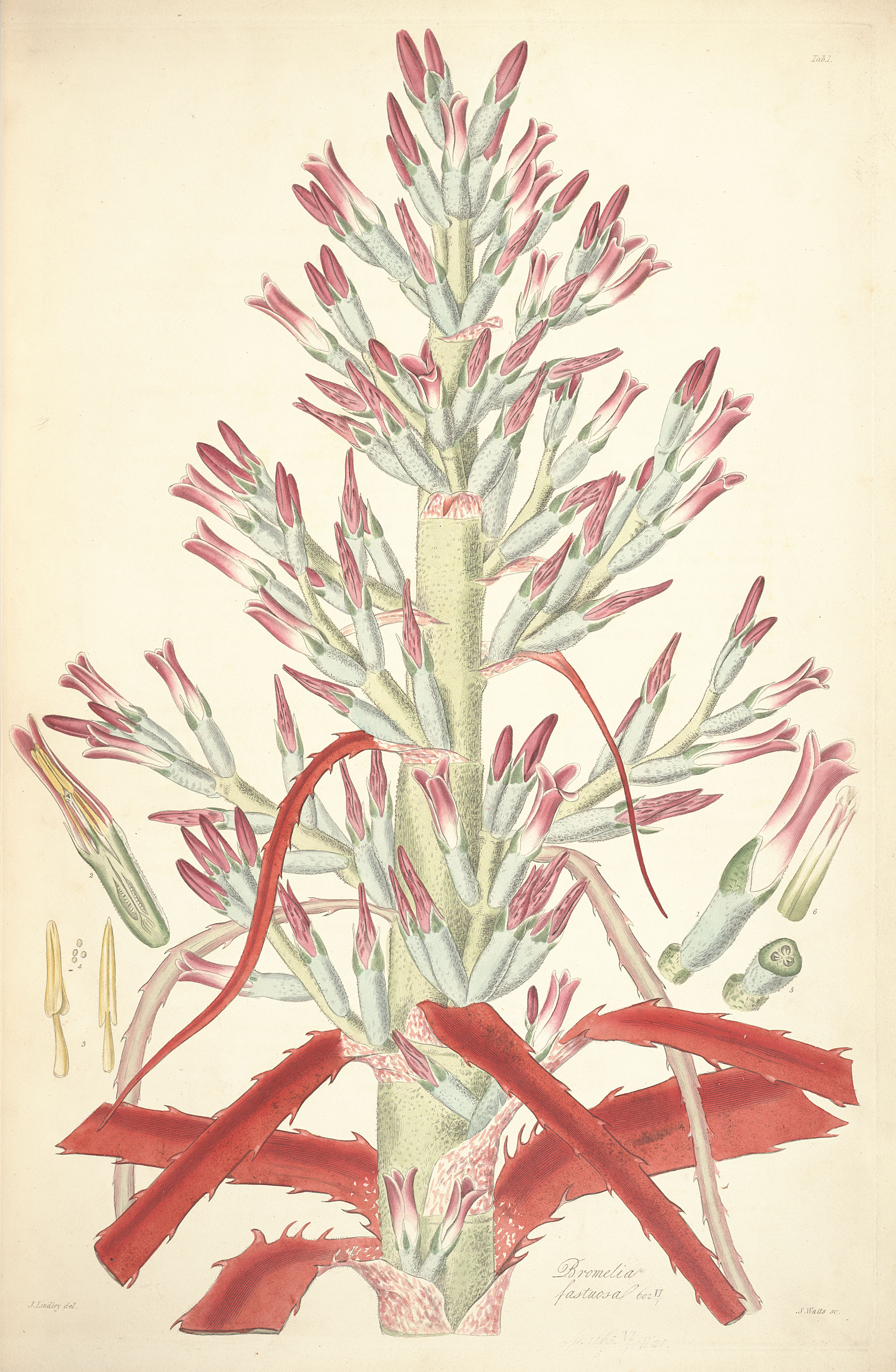
Illustration aus John Lindley: Collectanea botanica or, figures and botanical illustrations of rare and curious exotic plants, 1821, Tafel 1 von Bromelia pinguin

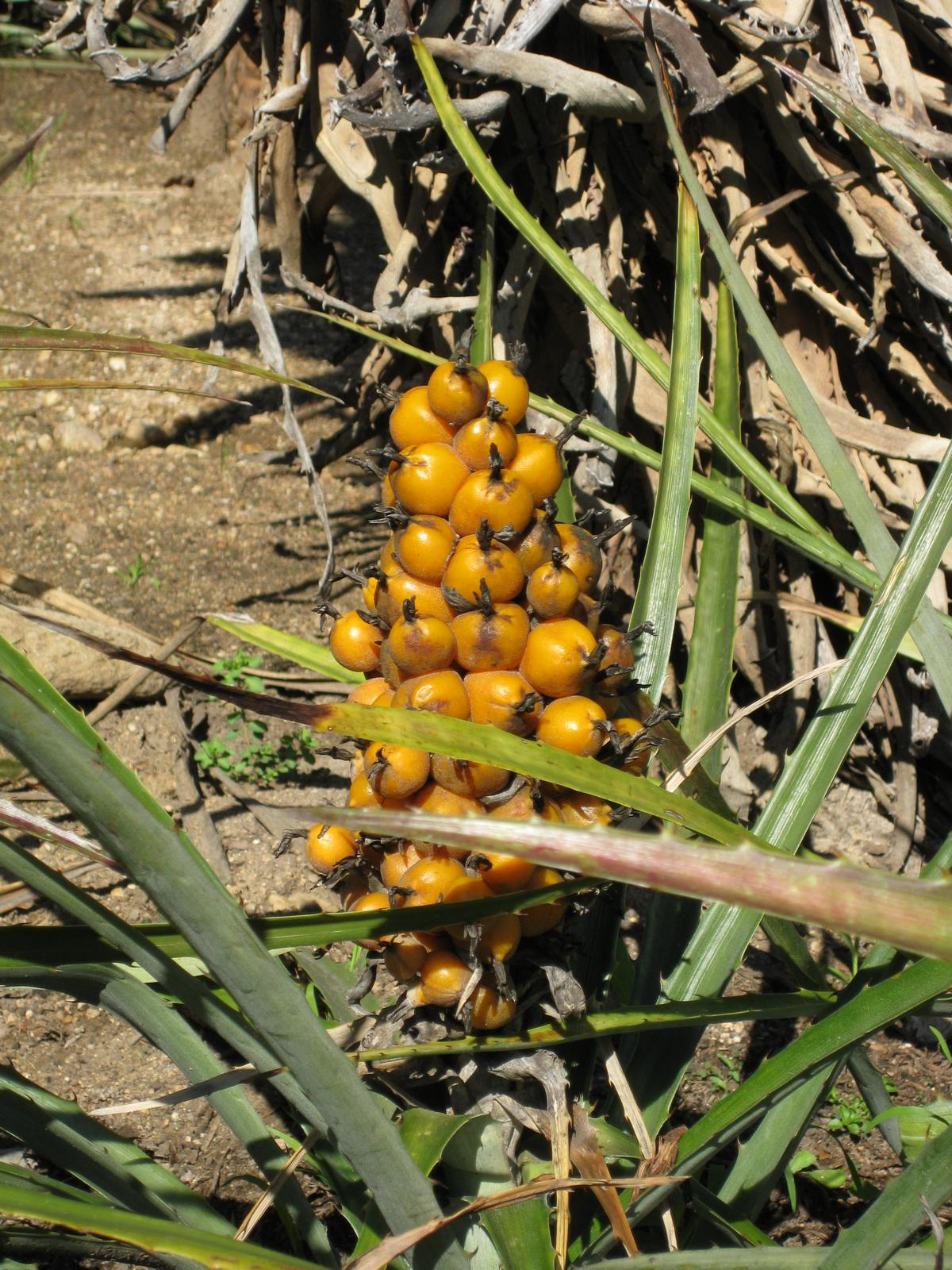
Fruchtstand mit reifen Beeren von Bromelia balansae

### Erscheinungsbild und Blätter
Bromelia-Arten sind ausdauernde krautige Pflanzen. Die meisten Arten sind meistens Xerophyten. Die meisten Arten wachsen terrestrisch; einige wenige Bromelia-Arten sind Epiphyten. Mit unterirdischen Ausläufern oder Rhizomen bilden manche Arten fast undurchdringliche Bestände.
Die Laubblätter stehen in grundständigen Blattrosetten zusammen. Ihre am Rand sehr stark mit hakenförmigen Stacheln bewehrten, derben Laubblätter sind bis zu 2 Meter lang.

### Blütenstände und Blüten
Die je nach Art relativ kurzen bis langen Blütenstandsschäften besitzen stachelige Hochblätter. Die oft filzig behaarten, kopfigen bis walzenförmigen Gesamtblütenstände sind meist aus ährigen oder traubigenTeilblütenständen zusammengesetzt. An den manchmal dekorativen Blütenständen sitzen oft auffällig gefärbte, stachelige Hochblätter (Brakteen). Meist sind Deckblätter vorhanden.
Die zwittrigen, dreizähligen Blüten verblühen schnell. Die drei Kelchblätter sind frei bis auf einen großen Teil ihrer Länge verwachsen und stumpf bis zugespitzt, selten stachelspitzig. Die drei Kronblätter sind weiß bis rötlich oder violett bis bläulich. Es sind zwei Kreise mit je drei Staubblättern vorhanden; sie überragen die Blütenkrone nicht. Die Staubfäden sind zu einer je nach Art mehr oder weniger langen Röhre verwachsen. Drei Fruchtblätter sind zu einem unterständigen Fruchtknoten verwachsen.
Die Blütenformel lautet:
{\displaystyle \star \;K_{3}\;C_{(3)}\;A_{3+3}\;G_{\overline {(3)}}}

### Früchte und Samen
Die relativ großen Beeren färben sich bei Reife oft gelb und enthalten wenige bis viele Samen. Die schwarzen Samen sind rund und abgeflacht.

## Systematik und Verbreitung
Die Gattung Bromelia wurde durch den französischen Botaniker Charles Plumier aufgestellt. Der Gattungsname Bromelia ehrt den schwedischen Botaniker und Arzt Olaf Bromel. Synonyme für Bromelia Plum. sind: Karatas Plum., Karatas (Plum.) Mill., Pinguin Dillen, Pinguin (Dillen) Dillen ex Adans., Psedomelia Necker, Agallostachys Beer, Distiacanthus Linden. Die Gattung Bromelia gehört zur Unterfamilie Bromelioideae.
Die Areale reichen von Mexiko über die Karibik bis nach Paraguay und Argentinien. Sie bilden einen wesentlichen Teil des typischen Unterwuchses laubabwerfender Dornwälder in warmen, trockenen Regionen.
| Es gibt über 50 bis 70 Bromelia-Arten: |
| - Bromelia agavifolia Brongniart ex Houllet (Syn.: Bromelia karatas sensu Wildenow non L., Bromelia agavoides Carrière): Sie ist nur aus Kultur bekannt. - Bromelia alsodes H.St.John (Syn.: Bromelia sylvestris Willd. ex Schlechtendal, Bromelia sylvestris Willd. ex Link, Bromelia lanigera K.Koch ex Baker): Sie gedeiht auf trockenen Ebenen, am Straßenrand und tropischen laubabwerfenden Wäldern in Höhenlagen von etwa 100 Metern in Zentralamerika. - Bromelia alta L.B.Sm.: Sie gedeiht terrestrisch in Höhenlagen von etwa Meeresniveau nur in Surinam. - Bromelia amplifolia Leme & W.Till: Sie wurde 2014 aus dem nordöstlichen brasilianischen Bundesstaat Bahia erstbeschrieben. Sie gedeiht terrestrisch in mittelgroßen Beständen. Sie wurde bisher nur in halbschattigen Standorten in einem saisonal trockenen und halbimmergrünen offenen Wald, der „Mata de Cipó“ genannt wird, in Höhenlagen von etwa 220 Metern gefunden. - Bromelia antiacantha Bertoloni (Syn.: Bromelia acanga sensu Willd., Bromelia commelina de Vriese, Bromelia commeliniana de Vriese, Bromelia fastuosa sensu Regel, Bromelia pinguin sensu Carrière non L., Bromelia sceptrum Fenzl ex Hügel): Sie gedeiht in der Restinga (Küstengebüsch) oder in Wäldern in Höhenlagen von bis zu 1000 Metern in Brasilien sowie Uruguay. - Bromelia araujoi P.J.Braun, Esteves & Scharf: Sie wurde 2008 aus dem nordöstlichen brasilianischen Bundesstaat Maranhão erstbeschrieben. Sie gedeiht terrestrisch in voller Sonne oder zwischen Bäumen und Sträuchern in Höhenlagen von etwa 30 Metern. - Bromelia arenaria Ule: Sie kommt nur im brasilianischen Bundesstaat Bahia vor. - Bromelia arubaiensis P.L.Ibisch & R.Vásquez: Sie wurde 2008 aus dem bolivianischen Santa Cruz erstbeschrieben. Sie gedeiht terrestrisch im Wald in Höhenlagen von 400 bis 450 Metern. - Bromelia auriculata L.B.Sm.: Sie gedeiht in einer spärlichen Strauchformation nur im brasilianischen Bundesstaat Ceará. - Bromelia balansae Mez: - Bromelia balansae forma balansae (Syn.: Bromelia argentina Baker, Bromelia guyanensis Mez, Bromelia laciniosa sensu Baker non Martius ex Schultes f., Bromelia pinguin sensu Morong & Britton non L., Bromelia serra sensu Mez non Griseb.): Sie gedeiht im Dickicht sowie offenen oder dichten Waldland in Höhenlagen von 60 bis 1000 Metern in Kolumbien, Bolivien, Brasilien, Paraguay und Argentinien. - Bromelia balansae var. tricolor (M.B.Foster) L.B.Sm.: Ihre Herkunft ist unbekannt. - Bromelia balansae forma tricolor hort. ex M.B.Foster: Sie ist nur aus Kultur bekannt. - Bromelia binotii E.Morren ex Mez: Sie kommt nur im brasilianischen Bundesstaat Espírito Santo vor. - Bromelia braunii Leme & E.Esteves: Sie gedeiht terrestrisch und kommt nur im brasilianischen Bundesstaat Tocantins vor. - Bromelia charlesii P.J. Braun, Esteves & Scharf: Sie wurde 2009 in „Die Bromelie“ erstbeschrieben. Sie gedeiht terrestrisch an trockenen Standorten zwischen Felsen nur im brasilianischen Bundesstaat Bahia. - Bromelia chrysantha Jacquin: Sie gedeiht terrestrisch im Wald und im trockenen Dickicht sowie Kakteen-Standorten und lithophytisch an Flussufern in Höhenlagen von 0 bis 300 Metern auf der Insel Trinidad, in Kolumbien und in Venezuela. - Bromelia dilatata Esteves, Hofacker & Scharf: Sie wurde 2012 in „Die Bromelie“ erstbeschrieben. Sie wurde bisher nur auf Felsen wachsend in einer Höhenlage von etwa 710 Metern nur im brasilianischen Bundesstaat Mato Grosso gefunden. - Bromelia eitenorum L.B.Sm.: Dieser Endemit gedeiht am Rand eines Gebirgsbaches oder im Waldland in der „Ilha de Balsas“-Region, vom Rio Balsas bis Rio Parnaiba etwa 35 km südlich von Loreto in einer Höhenlage von etwa 300 Metern nur im Municipio Loreto im brasilianischen Bundesstaat Maranhão. - Bromelia epiphytica L.B.Sm.: Dieser Endemit gedeiht in Wäldern der Terra firme nur im brasilianischen Bundesstaat Amazonas. - Bromelia estevesii Leme: Sie wurde 1993 aus dem nordöstlichen brasilianischen Bundesstaat Piauí erstbeschrieben. - Bromelia exigua Mez: Sie kommt nur im brasilianischen Bundesstaat Goiás vor. - Bromelia ferox Esteves: Sie wurde 2014 in „Die Bromelie“ erstbeschrieben. Sie kommt in der trockeneren Region des nordöstlichen Brasiliens, hauptsächlich in den Bundesstaaten Bahia sowie Pernambuco vor. Sie gedeiht in einer Mischung zwischen Cerrado und Caatinga mit der charakteristischen stacheligen Vegetation, die von jeweils einigen Arten aus den Familien Bromeliaceae sowie Cactaceae besiedelt wird. Sie wächst in kleinen Gruppen auf felsigen Formationen sowie steinigen Standorten oder auf sandigen Böden offener Standorte. - Bromelia flemingii I.Ramírez & Carnevali: Sie wurde 1996 aus Venezuela erstbeschrieben. Dieser Endemit kommt nur südöstlich von Cuyagua im Bundesstaat Aragua in Venezuela vor. Er gedeiht terrestrisch im trockenen Halbimmergrünen Wald, an sehr steilen, zum Meer ausgerichteten Hängen in einer Höhenlage von etwa 400 Metern. - Bromelia fosteriana L.B.Sm.: Dieser Endemit gedeiht terrestrisch in einem dichten feuchten Wald nur in Paramaribo in Surinam. - Bromelia fragilis L.B.Sm.: Dieser Endemit gedeiht terrestrisch in einer Höhenlage von etwa 960 Metern nur bei Pueblo Bello in der Sierra Nevada de Santa Marta im kolumbianischen Magdalena. - Bromelia glaziovii Mez: Sie kommt in den brasilianischen Bundesstaaten Goiás sowie Minas Gerais vor. - Bromelia goeldiana L.B.Sm.: Sie gedeiht terrestrisch und lithophytisch im Waldland in einer Höhenlage von etwa 100 Metern in Venezuela und Brasilien. - Bromelia goyazensis Mez (Syn.: Bromelia balansae sensu L.B.Sm. non Mez): Sie kommt nur im brasilianischen Bundesstaat Goiás vor. - Bromelia grandiflora Mez: Die Erstbeschreibung erfolgte anhand eines kultivierten Exemplars, dessen Herkunft unbekannt ist. - Bromelia granvillei L.B.Sm. & Gouda: Dieser Endemit gedeiht terrestrisch in einer Höhenlage von 200 bis 300 Metern nur in den Kaw Mountains und etwas südlich davon in der Savane Roche de Virginie in Französisch-Guayana. - Bromelia gurkeniana E.Pereira & Moutinho: Es gibt zwei Varietäten: - Bromelia gurkeniana E.Pereira & Moutinho var. gurkeniana: Sie kommt nur im brasilianischen Bundesstaat Pará vor. - Bromelia gurkeniana var. funchiana E.Pereira & Leme: Sie gedeiht terrestrisch nur im brasilianischen Bundesstaat Bahia. - Bromelia hemisphaerica Lamarck (Syn.: Bromelia humilis sensu Mez, Bromelia tejupilcana Matuda, Bromelia wercklei Mez): Sie gedeiht an bewaldeten Hängen in Höhenlagen von 660 bis 1800 Metern in den mexikanischen Bundesstaaten Guanajuato, México, Guerrero, Oaxaca sowie Chiapas, in El Salvador, Nicaragua sowie Costa Rica. - Bromelia hieronymii Mez: Sie gedeiht in offenen Trockenwäldern und auf sandigen Flächen in Höhenlagen von 400 bis 700 Metern in Bolivien, Paraguay sowie Argentinien. - Bromelia horstii Rauh: Sie gedeiht terrestrisch auf trockenen Felsen in laubabwerfenden Wäldern nur im brasilianischen Bundesstaat Mato Grosso. - Bromelia humilis Jacq. (Syn.: Bromelia karatas sensu Humb., Bromelia lasiantha Willd. ex Schult. & Schult. f.): Sie gedeiht in großen Gruppen im Gebüsch und in laubabwerfenden Wäldern in einer Höhenlage von bis zu 100 Metern in Venezuela sowie auf den Inseln über dem Winde. - Bromelia ignaciana R.Vásquez & P.L.Ibisch: Sie wurde 2003 aus Bolivien erstbeschrieben. Sie gedeiht terrestrisch in offenen Wäldern nur im bolivianischen Santa Cruz. - Bromelia interior L.B.Sm.: Sie gedeiht terrestrisch und lithophytisch im Campo sowie Cerrado oder epiphytisch an Palmen in Höhenlagen von 300 bis 400 Metern in Brasilien. - Bromelia irwinii L.B.Sm.: Sie gedeiht am Bachrand zwischen und auf Felsen im Campo sowie Cerrado in Höhenlagen von 1000 bis 1250 Metern nur im brasilianischen Bundesstaat Goiás. - Bromelia karatas L. (Syn.: Bromelia acaulis Stokes, Bromelia plumieri (E.Morren) L.B.Sm.): Sie ist von Mexiko über Zentralamerika und karibische Inseln bis Brasilien verbreitet. - Bromelia laciniosa Martius ex Schultes f. (Syn.: Bromelia antiacantha sensu Antoine non Bertoloni): Sie gedeiht in der Caatinga (in einer laubabwerfenden Dornstrauch-Vegetation) in Höhenlagen bis zu 480 Metern in Brasilien. - Bromelia legrellae (E.Morren) Mez: Die Erstbeschreibung erfolgte anhand eines kultivierten Exemplars, das aus dem brasilianischen Bundesstaat Pará stammt. - Bromelia lindevaldae Leme & E.Esteves: Sie wurde 2003 aus dem brasilianischen Bundesstaat Bahia erstbeschrieben. Sie gedeiht terrestrisch und lithophytisch. - Bromelia macedoi L.B.Sm.: Sie kommt nur im brasilianischen Bundesstaat Goiás vor. - Bromelia michaelii Esteves, Hofacker & Scharf: Sie wurde 2012 in „Die Bromelie“ erstbeschrieben. Sie gedeiht terrestrisch auf sandigen Böden oder auf Felsen in Höhenlagen von 700 bis 1120 Metern nur im brasilianischen Bundesstaat Goiás. - Bromelia minima Leme & E.Esteves: Sie wurde 2003 aus dem brasilianischen Bundesstaat Goiás erstbeschrieben und gedeiht terrestrisch. - Bromelia morreniana (Regel) Mez (Syn.: Bromelia moensis E.Morren ex Baker): Sie gedeiht im sandigen Campo in den brasilianischen Bundesstaaten Amazonas, Amapa sowie Pará. - Bromelia neotenuifolia I.M.Turner (2014 neuer Name für Syn.: Bromelia tenuifolia Esteves, Hofacker & Scharf nom. illeg., da es schon Bromelia tenuifolia Lesq. für ein Fossil gibt): Sie gedeiht terrestrisch im Cerrado in Zentralbrasilien. - Bromelia niduspuellae (André) André ex Mez: Sie gedeiht terrestrisch auf trockenem Untergrund in Höhenlagen von etwa 300 Metern nur im kolumbianischen Valle. - Bromelia oliveirae L.B.Sm.: Sie ist nur vom Typusfundort in einem hochgelegenen Regenwald an km 147 der Straße von Belem nach Brasilia brasilianischen Bundesstaat Pará bekannt. - Bromelia palmeri Mez (Syn.: Bromelia mucronata Mez): Sie kommt in den westlichen mexikanischen Bundesstaaten von Colima bis Oaxaca vor. - Bromelia pinguin L. (Syn.: Bromelia acarna Thunberg ex Schult. & Schult. f., Bromelia fastuosa Lindl., Bromelia ignea Beer, Bromelia paraguayensis hort. ex Baker, Bromelia separia Lovan Hortus ex Schultes f.): Mexiko, Karibische Inseln bis Guyana und Ecuador - Bromelia poeppigii Mez: Peru - Bromelia redoutei (Baker) L.B.Sm. (Syn.: Bromelia karatas var. caulescens Redouté, Bromelia caulescens Kuntze): Sie ist nur von der Illustration der Erstbeschreibung bekannt. - Bromelia regnellii Mez (Syn.: Bromelia acanga Schult. & Schult. f., Bromelia pinguin sensu Lindm. non L.): Brasilien - Bromelia reversacantha Mez: Brasilien - Bromelia richardii Esteves, Hofacker & Scharf: Sie wurde 2015 in „Die Bromelie“ aus Brasilien erstbeschrieben. - Bromelia rondoniana L.B.Sm.: Brasilien - Bromelia rosea Esteves, Hofacker & Scharf: Sie wurde 2013 in „Die Bromelie“ aus Brasilien erstbeschrieben. - Bromelia scarlatina (hortus ex Hérincq) E.Morren: Peru - Bromelia serra Griseb.: Südamerika - Bromelia superba Mez: Jamaica - Bromelia superficialis P.J. Braun & Esteves: Sie wurde 2016 aus dem Campo Cerrado im Dreiländereck der brasilianischen Bundesstaaten Mato Grosso, Tocantins und Goiás erstbeschrieben. - Bromelia sylvicola S.Moore: Brasilien - Bromelia tarapotina Ule: Peru - Bromelia tocantinense Esteves & Gouda: Sie wurde 2015 aus Brasilien erstbeschrieben. - Bromelia trianae Mez: Kolumbien - Bromelia tubulosa L.B.Sm.: Venezuela, Brasilien - Bromelia unaensis Leme & Scharf: Sie wurde 2011 aus dem nordöstlichen brasilianischen Bundesstaat Bahia erstbeschrieben. Dieser Endemit gedeiht terrestrisch von der Restinga bis zum Mata Atlântica in Höhenlagen von etwa 30 Metern. - Bromelia villosa Mez: Brasilien |

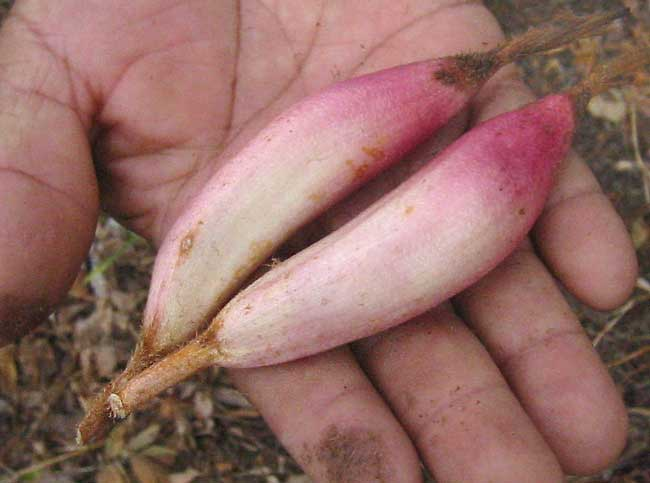
Die essbaren Früchte von Bromelia karatas

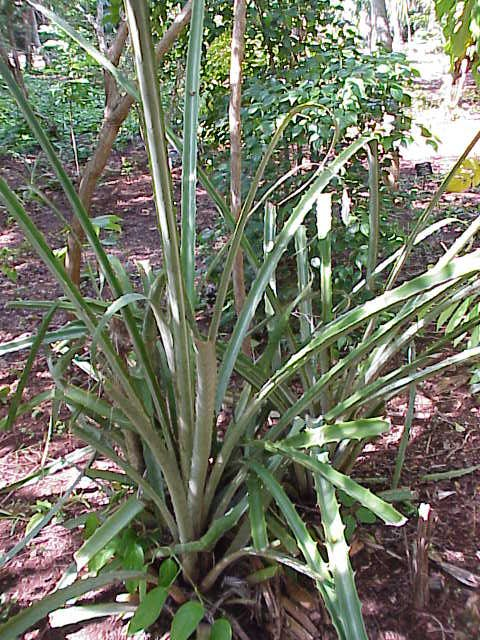
Habitus und stark bewehrte Laubblätter von Bromelia karatas, die auch als lebender Zaun verwendet wird

## Nutzung
Aufgrund ihrer Größe findet man diese Arten selten in privaten Sammlungen in Gebieten, in denen sie durch Auftreten von Frösten nicht im Freien gepflegt werden können. Aber in manchen tropischen Parks und Gärten und auch in fast allen botanischen Gärten findet man diese relativ anspruchslosen Pflanzen.
Auf Grund der sehr stark bewehrten, derben Laubblätter werden sie von den Bauern oft als lebende Zäune gepflanzt. Die Früchte von Bromelia karatas sind essbar.